# Puniša Račić
Puniša Račić (en serbe cyrillique : Пуниша Рачић), né le 12 juillet 1886 à Slatina (Principauté du Monténégro) et mort le 16 octobre 1944 à Belgrade (Yougoslavie), était un dirigeant monténégrin et représentant du Parti radical du peuple (NRS).
Il assassina les représentants du Parti paysan croate (HSS) Pavle Radić et Đuro Basariček et blessa mortellement le président de l'HSS Stjepan Radić, lors d'une fusillade dans l'hémicycle du Parlement yougoslave, le 20 juin 1928. Il fut condamné à 60 ans de détention, qui furent réduites à vingt ans. Il passa la majorité de sa détention sous détention à domicile et fut tué par les partisans yougoslaves en 1944.

## Vie antérieure et carrière politique
Puniša Račić est né le 12 juillet 1886 dans le village de Slatina, près d'Andrijevica dans la principauté du Monténégro. Il devient l'employé de l'homme politique Nikola Pašić à l'âge de seize ans, en 1902. Pašić voyait Račić comme son fils et l'encouragea dans ses ambitions politiques. Račić devint actif dans les cercles nationalistes serbes et revendiqua avoir organisé plusieurs tentatives d'assassinat envers les rois Ferdinand Ier de Bulgarie et Constantin Ier de Grèce ainsi que l'empereur Guillaume II.
Après la Première Guerre mondiale, il acquit une certaine réputation pour avoir éliminé les mouvements pro-bulgares en Macédoine. Il fut l'un des nombreux dirigeants Tchetniks à avoir formé les associations culturelles serbes dans la région. Le 27 septembre 1927, il fut élu au Parlement du royaume des Serbes, Croates et Slovènes comme représentant du Parti radical du peuple (NRS),.
Il est rapporté que Račić eut des liens avec la dynastie Karađorđević au pouvoir. Il fut le dirigeant de l'Association des Tchetniks serbes « Petar Mrkonijc » - pour le Roi et la Patrie jusqu'en 1928. Le mouvement fut créé à la suite d'une scission des Tchetniks en 1924 et construisit un vaste réseau à travers la Bosnie et l'Herzégovine dans les années qui suivirent. Il maintint une étroite relation avec la Jeunesse nationale serbe.

## Fusillade
Le 19 juin 1928, Račić et vingt-trois de ses collègues suggèrent que le président du Parti paysan croate (HSS) Stjepan Radić soit examiné par des médecins pour déterminer s'il souffrait d'un trouble mental, et si en cas de situation contraire, qu'il soit puni à la peine maximale pour avoir décrit divers ministres serbes comme des « pilleurs », des « bandits » et des « hors-la-loi » et violant les règles de procédure du Parlement. Lors de la session parlementaire, Račić et le radical serbe Toma Popović hurlèrent : « Des têtes sont en train de tomber ici et jusqu'à ce que quelqu'un tue Stjepan Radić, car il ne peut y avoir de paix. ». L'atmosphère était particulièrement tendue, puisque plusieurs individus de Serbie avaient proférés des menaces de mort à l'encontre de Radić les jours précédents. Le Parti populaire croate, qui s'opposa fortement à l'anticléricalisme et au panslavisme de Radić, appela également à son retrait de la vie publique. Des journaux serbes tels que Politika, Samouprava et Jedintvso diabolisèrent les hommes politiques croates dont Radić, et appelèrent à leur meurtre.
Malgré les précautions, Radić était plus silencieux que d'habitude lors de la séance parlementaire du soir. Une confrontation verbale éclata lorsque le député Ivan Pernar de l'HSS insulta plusieurs politiciens serbes, questionnant leur temps de guerre et les accusant de multiples atrocités. L'homme politique croate Lubomir Maštović prononça ensuite un discours protestant contre l'impunité des menaces de mort formulées par Popović et Račić. Popović répondit en disant : « Si Stjepan Radić, qui fait honte au peuple croate, continue plus loin avec ses insultes, je garantis que sa tête tombera. ». L'opposition réagit en proférant des insultes et des menaces de mort aux députés de l'NRS. Le président de l'Assemblée Ninko Perić ordonna une suspension de séance de cinq minutes et se retira dans sa chambre privée, parlant avec Račić. Ce dernier prit la parole une fois la session reprise. Il déclara que les intérêts serbes n'avaient jamais été menacés et qu'il ne s'abstiendrait pas d'« utiliser d'autres armes, si nécessaire, pour défendre les intérêts de la Serbie. ». Les députés de l'opposition, incluant Pernar, répondirent en provoquant Račić et criant lors de sa prise de parole. Il demanda que Perić pénalise les députés ayant perturbé son discours. Pernar accusa ensuite Račić de piller les maisons musulmanes en Macédoine. Račić sortit alors un pistolet, quand le ministre de la Justice Milorad Vujičić et l'ex-ministre de la Religion Obradović le saisirent respectivement par le derrière et l'épaule droite. Račić poussa ces derniers et tirera d'abord sur Pernar, avant de s'attaquer à Ivan Granđa,. Il essaya ensuite de tirer sur Svetozar Pribićević, au moment où le député de l'HSS Đuro Basariček monta sur l'estrade. Račić pointa sur Pribićević mais visa à la place Basariček. Il tirera sur Radić à la main et à l'estomac. Le neveu de ce dernier, Pavle, se précipita pour aider son oncle. Une fois qu'il l'eut vu, Račić déclara : « Je t'attendais ! », et l'abattit à bout portant. Il se dirigea ensuite vers sa chambre. Basariček et l'oncle de Radić décédèrent sur le moment, Pernar et Granđa furent blessés mais survécurent. Radić lui-même fut gravement blessé et fut immédiatement transporté à l'hôpital, où il reçut la visite du roi Alexandre Ier.

### Conséquences
Des manifestations éclatèrent à Zagreb à l'annonce de la fusillade. Cinq personnes furent tuées et de nombreuses furent blessés lors d'affrontements avec la police, dans les dix jours suivant l'attaque. En signe de protestation, des députés de l'HSS de la coalition du Parti démocrate se retirèrent du Parlement. La fusillade fut le plus important meurtre de représentants croates durant l'entre-deux-guerres. Elle détruisit le soutien envers le royaume des Serbes, Croates et Slovènes parmi la population croate. Le 4 août 1928 Vlada Ristović, l'éditeur du journal Jedinstvo ayant appelé au meurtre de Radić et de Pribićević, fut assassiné par Josip Sunić, membre de la section jeunesse du Parti croate du droit.
Radić fut opéré peu de temps après la fusillade, et son chirurgien prédit qu'il se remettrait. Deux mois plus tard, son état se dégrada de manière inattendue et il décéda le 8 août 1928. Vladko Maček, successeur de Radić à la tête de l'HSS, suggéra que son diabète mena à une infection qui causa une crise cardiaque. Radić supposa que Račić fut l'exécutant d'« un plan conçu et approuvé par une partie du groupe parlementaire des radicaux », et affirma que la fusillade se déroula probablement avec la connaissance et l'accord du président de l'Assemblée Perić et du Premier ministre Velimir Vukićević.
Račić fut célébré comme un héros en Serbie. Il se dénonça aux autorités peu après la fusillade, et fut condamné à 60 ans de détention. La peine fut immédiatement réduite à 20 ans. La fusillade conduisit le roi Alexandre à suspendre la Constitution de Vidovdan le 6 janvier 1929, renommant le pays en Yougoslavie et proclamant une dictature royaliste.

## Fin de vie et mort
Račić passa la majorité de sa détention en détention à domicile dans une confortable villa, où il fut accompagné par trois domestiques et libre de se déplacer. L'indulgence de sa peine provient potentiellement de ses liens avec les Tchetniks. Il fut libéré de sa détention à domicile le 27 mars 1941. Les Oustachis instrumentalisèrent la fusillade de Račić pour justifier les persécutions et massacres de Serbes durant la Seconde Guerre mondiale. Račić fut tué par les partisans yougoslaves le 16 octobre 1944, au cours de la libération de Belgrade.